# Ghána az 1960. évi nyári olimpiai játékokon
Ghána az olaszországi Rómában megrendezett 1960. évi nyári olimpiai játékok egyik részt vevő nemzete volt. Az országot az olimpián 2 sportágban 13 sportoló képviselte, akik összesen 1 érmet szereztek. Ghána első alkalommal vehetett részt független államként az olimpiai játékokon.

## Érmesek
| Érem  | Versenyző       | Sportág   | Versenyszám  |
| ----- | --------------- | --------- | ------------ |
| Ezüst | Clement Quartey | Ökölvívás | Kisváltósúly |

## Atlétika
Férfi
| Versenyző                                                 | Versenyszám     | Előfutam | Előfutam | Negyeddöntő | Negyeddöntő | Elődöntő | Elődöntő | Döntő   | Döntő    |
| Versenyző                                                 | Versenyszám     | Idő      | Hely.    | Idő         | Hely.       | Idő      | Hely.    | Idő     | Helyezés |
| --------------------------------------------------------- | --------------- | -------- | -------- | ----------- | ----------- | -------- | -------- | ------- | -------- |
| Gustav Ntiforo                                            | 100 m           | 11,0     | 4.       | kiesett     | kiesett     | kiesett  | kiesett  | kiesett | kiesett  |
| Michael Okantey                                           | 200 m           | 21,8     | 3.       | kiesett     | kiesett     | kiesett  | kiesett  | kiesett | kiesett  |
| John Asare-Antwi                                          | 400 m           | 47,7     | 5.       | kiesett     | kiesett     | kiesett  | kiesett  | kiesett | kiesett  |
| Frederick Owusu                                           | 800 m           | 1:55,2   | 5.       | kiesett     | kiesett     | kiesett  | kiesett  | kiesett | kiesett  |
| William Quaye James Addy Frederick Owusu John Asare-Antwi | 4 × 400 m váltó | 3:10,5   | 2.       |             | 3:10,9      | 5.       | kiesett  | kiesett |          |

| Versenyző    | Versenyszám | Selejtező | Selejtező | Döntő    | Döntő    |
| Versenyző    | Versenyszám | Eredmény  | Helyezés  | Eredmény | Helyezés |
| ------------ | ----------- | --------- | --------- | -------- | -------- |
| Robert Kotei | Magasugrás  | 200 cm    | =4.       | 203 cm   | 10.      |

## Ökölvívás
| Versenyző       | Versenyszám   | Selejtező         | 32-es főtábla                    | Nyolcaddöntő                  | Negyeddöntő               | Elődöntő                             | Döntő                       | Helyezés |
| Versenyző       | Versenyszám   | Ellenfél Eredmény | Ellenfél Eredmény                | Ellenfél Eredmény             | Ellenfél Eredmény         | Ellenfél Eredmény                    | Ellenfél Eredmény           | Helyezés |
| --------------- | ------------- | ----------------- | -------------------------------- | ----------------------------- | ------------------------- | ------------------------------------ | --------------------------- | -------- |
| Isaac Aryee     | Légsúly       | erőnyerő          | Tanabe Kijosi (JPN) · 0-5        | kiesett                       | kiesett                   | kiesett                              | kiesett                     | 17.      |
| Joshua Williams | Pehelysúly    |                   | Constantin Gheorghiu (ROU) · 1-4 | kiesett                       | kiesett                   | kiesett                              | kiesett                     | 17.      |
| Eddie Blay      | Könnyűsúly    | erőnyerő          | Gualberto Gutiérrez (URU) · 4-1  | Richard McTaggart (GBR) · 0-5 | kiesett                   | kiesett                              | kiesett                     | 9.       |
| Clement Quartey | Kisváltósúly  | erőnyerő          | Mohamed Boubekeur (MAR) · 5-0    | Khalid Al-Karkhi (IRQ) · 5-0  | Kim Deuk-bong (KOR) · 3-2 | Marian Kasprzyk (POL) · visszalépett | Bohumil Němeček (TCH) · 0-5 |          |
| Joseph Lartey   | Váltósúly     | erőnyerő          | Karl Bergström (SWE) · 5-0       | Jurij Radonyak (URS) · KO     | kiesett                   | kiesett                              | kiesett                     | 9.       |
| Alhassan Brimah | Nagyváltósúly |                   | erőnyerő                         | Borisz Lagutyin (URS) · KO    | kiesett                   | kiesett                              | kiesett                     | 9.       |